# Dina Ekanga
Pour les articles homonymes, voir Ekanga.
 (février 2022).
Dina Ekanga est une artiste peintre congolaise (RDC) qui réalise des tableaux avec un marteau et des clous. Ses œuvres sont parfois incomprises par ses compatriotes congolais, qui leur prêtent des connotations sataniques ou idolâtres. Elle serait inspirée par la statuette de Nkisi Nkonde du Kongo-Central, qui se trouve actuellement au musée national de Kinshasa. 
Elle a été couronnée deuxième du concours Tembo : Sculptons nos rêves édition 2017 organisé par Bracongo .